# Лисичанский идол
Лисичанский идол — каменное антропоморфное изваяние эпохи ранней бронзы, III тыс. до н. э., связанное с ранним периодом катакомбной культурно-исторической общностью. Хранится в Археологическом музее Восточноукраинского национального университета. Редкий экземпляр культовой каменной пластики с единичными аналогиями на территории Северного Причерноморья.
По гипотезе археологов Лисичанский идол представляет древнейшую статую верховного мужского божества, объединяющего в себе функции повелителя жизни и плодородия, войны и грома, а также владыки загробного мира.

## История обнаружения
Изваяние обнаружено в 2007 году археологической экспедицией Далевского университета под руководством профессора Санжарова С. Н. на Северском Донце у г. Лисичанска при раскопках насыпи кургана-6 (высота 3 м, диаметр 32 м). Находилось в лежачем положении в северо-западном секторе кургана на глубине 1 м на уровне склона поверхности первичной насыпи, сооруженной над основным раннекатакомбным погребением-9. Первоначально было установлено на вершине кургана и находилось здесь несколько столетий до момента, когда представители инородного срубного населения его сместили на курганный склон и затем засыпали. В процессе свержения и кантовки идолу преднамеренно нанесли выбоины, символизирующие раны и увечья.

## Описание
Изваяние изготовлено из прямоугольной плиты серого крупнозернистого песчаника с известковой коркой на тыльной стороне. Его поверхность подвергалась эрозии, вызванной влияниями окружающей среды и длительным пребыванием на открытом пространстве, сильно выветрена и замыта, местами покрыта сколами и выбоинами. Размеры идола — 1,28 х 0,53×0,23 м. Сверху, на уровне плеч, выделена голова в виде массивного выступа с широким основанием. Часть изображений утратила чёткие контуры и просматривается только при боковом освещении. Правая вертикальная грань повреждена в момент обнаружения. В древности была отбита и правая часть основания.
На лицевой стороне выступа-головы круглыми углублениями показаны глаза, а овальным — рот. Очерчивая основание головы, по покатым плечам и спине вырезаны две канавки, заканчивающиеся на уровне подбородка в верхней части груди. Объёмным рельефом показаны сведенные на животе руки. В нижней части груди и в области живота ровным выгравированным желобком изображён крупный круг с крестом в центре. Выше него, в верхней части груди, таким же желобком показан дисковидный медальон с выступающим ушком, окантованный по окружности девятью мелкими углублениями. В нижней части двумя глубокими и широкими горизонтальными канавками изображены пояс, украшенный семью округлыми выпуклинами — бляхами, и фаловидный выступ под ним.
На тыльной стороне на известковой корке детальные изображения нанесены пикетажем. На спине канавками показаны круг с крестом и горизонтальный желобок под ними. Между ними и контурами пояса размещены в вертикальном положении топор с рукоятью, а левее — простой лук со стрелой. Выше лука вырезано кольцо. Такое же кольцо имеется и на правой затылочной части головы. Под композицией из топора и лука просматривается углубленный контур косого креста. На тыльной части основания, под поясом, гравировкой и пикетажем изображены две концентрические окружности с косым крестом в центре и спираль вокруг них.
На правой боковой грани идола, выше пояса, сверху вниз по вертикали нанесены: круглое крупное углубление в окантовке шести вмятин, дугообразная вогнутая линия из пяти мелких вмятин, кольцо с примыкающими слева двумя вмятинами, составная фигура из кольца и горизонтальной ёлочки, кольцо. В месте стыковки желобков пояса имеется ещё одно кольцо.
На левой боковой грани изваяния, на уровне локтевого сгиба, замкнутой канавкой очерчен овальный предмет типа листовидного бронзового ножа.
Все изображения на Лисичанском идоле четко делятся на две группы — первичные, нанесенные на этапе изготовления, и вторичные, гравированные уже после его установления на кургане-святилище, вплоть до момента сокрытия под срубной насыпью. Разница заключена в технических особенностях рисунков деталей фигуры, отдельных предметов, атрибутов и мифологических сцен. На изваяниях Северного Причерноморья эпохи раннего металла первичные изображения выполнены исключительно в технике плоского рельефа, и их контуры очерчены замкнутыми углублениями — канавками. Вмятинами показаны только глаза. На идоле из Лисичанска такой техникой исполнены контуры шеи, рук, листовидного ножа, пояса с круглыми бляхами и фаловидного выступа. Именно они и являются первичными, наиболее ранними. Рисунки крупных окружностей и крестов, дисковидного медальона с ушком, топора с рукоятью, лука со стрелой имеют более поздний, вторичный характер и нанесены простыми канавками вне контекста традиционной техники плоского рельефа.